# Entychides dugesi
Espèce
Entychides dugesi est une espèce d'araignées mygalomorphes de la famille des Euctenizidae.

## Distribution
Cette espèce est endémique du Mexique.

## Étymologie
Cette espèce est nommée en l'honneur d'Alfredo Dugès.

## Publication originale
- Simon, 1888 : Études arachnologiques. 21e Mémoire. XXIX. Descriptions d'espèces et de genres nouveaux de l'Amérique centrale et des Antilles. Annales de la Société Entomologique de France, sér. 6, vol. 8, p. 203-216 (texte intégral).